# نوروصوت‌شناسی

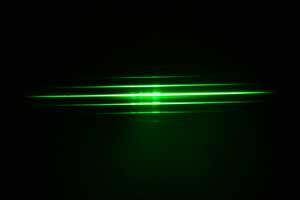
تصویری از یک پراش که در آن اثر نوروصوت‌شناختی دیده می‌شود.

نوروصوت‌شناسی یا آکوستو-اپتیک (Acousto-optics) شاخه‌ای از فیزیک است که به بررسی برهم کنش امواج نوری و امواج صوتی و به خصوص پراش لیزر به وسیلهٔ امواج صوتی می‌پردازد.
اپتیک تاریخچه‌ای بسیار طولانی دارد: از زمان یونانیان باستان تا عصر حاضر درست مانند اپتیک، آکوستیک نیز تاریخچه‌ای طولانی دارد که به زمان یونانیان باستان بازمی‌گردد. در مقابل آکوستواپتیک علمی بسیار نوین با تاریخچه‌ای کوتاه‌است. این زمینه از علم با پیش‌بینی بریلوئن در مورد پراش نور به وسیلهٔ امواج صوتی منتشر شده در ماده در سال ۱۹۲۲ میالادی آغاز شد. این پیش‌بینی ده سال بعد توسط دبای و سیرز و همچنین لوکاس و بیکارد آزمایش و تأیید شد.
مورد خاص پراش مرتبهٔ اول تحت یک زاویهٔ فرود خاص (که بریلوئن هم پیش‌بینی آن را کرده بود) برای اولین بار توسط ریتوف دیده شد. رامان و نث در سال ۱۹۳۷ یک مدل عمومی تر را طراحی کردند که پراش‌های مرتبهٔ بالاتر را آشکار کند. این مدل بعدها در سال ۱۹۵۶ توسط فریزو توسعه پیدا کرد. مدل وی قابل تنظیم بر مرتبهٔ پراشی مشخص بود.
اساس نوروصوت‌شناسی، تغییر ضریب شکست به خاطر حضور موج صوتی در ماده‌است. موج صوتی یک شبکهٔ ضریب شکست در ماده به وجود می‌آورد و این شبکه توسط موج نوری «دیده» می‌شود. تغییر ضریب شکست که به خاطر نوسان فشار ایجاد شده، به وسیله آثار شکست نور، بازتاب نور، تداخل و پراش قابل شناسایی است.

## آکوستو اپتیک
آکوستو اپتیک شاخه‌ای از فیزیک است که به بررسی برهم کنش امواج نوری و امواج صوتی و به خصوص پراش لیزر به وسیلهٔ امواج صوتی می‌پردازد.
مقدمه
اپتیک تاریخچه‌ای بسیار طولانی دارد: از زمان یونانیان باستان تا عصر حاضر درست مانند اپتیک، آکوستیک نیز تاریخچه‌ای طولانی دارد که به زمان یونانیان باستان بازمی‌گردد. در مقابل آکوستواپتیک علمی بسیار نوین با تاریخچه‌ای کوتاه است. این زمینه از علم با پیش‌بینیبریلوئندر مورد پراش نور به وسیلهٔ امواج صوتی منتشر شده در ماده در سال ۱۹۲۲ میالادی آغاز شد. این پیش‌بینی ده سال بعد توسط دبای و سیرز و همچنین لوکاس و بیکارد آزمایش و تأیید شد.
مورد خاص پراش مرتبهٔ اول تحت یک زاویهٔ فرود خاص (که بریلوئن هم پیش‌بینی آن را کرده بود) برای اولین بار توسط ریتوف دیده شد. رامان و نث در سال ۱۹۳۷ یک مدل عمومی تر را طراحی کردند که پراش‌های مرتبهٔ بالاتر را آشکار کند. این مدل بعدها در سال ۱۹۵۶ توسط فریزو توسعه پیدا کرد. مدل وی قابل تنظیم بر مرتبهٔ پراشی مشخص بود.
اساس آکوستو اپتیک، تغییر ضریب شکست به خاطر حضور موج صوتی در ماده است. موج صوتی یک شبکهٔ ضریب شکست در ماده به وجود می‌آورد و این شبکه توسط موج نوری «دیده» می‌شود. تغییر ضریب شکست که به خاطر نوسان فشار ایجاد شده، به وسیله آثار شکست نور، بازتاب نور، تداخل و پراش قابل شناسایی است.
تئوری
اثر آکوستو اپتیکی در واقع حالت خاصی از فوتوالاستیسیته (تغییر در ضریب گذر دهی الکتریکی به خاطر کشش مکانیکی) است. فوتوالاستیسیته یعنی تغییر مؤلفه‌های ضریب شکست {\displaystyle B_{i}} به خاطر کشش مکانیکی{\displaystyle a_{j}}
{\displaystyle (1)\ \Delta B_{i}=p_{ij}a_{j},\,}
که {\displaystyle p_{i}j} تانسور فوتو الاستیک است {\displaystyle i,j=1,2,...,6}
در مورد خاص آکوستواپتبک کشش مکانیکی به خاطر موج صوتی منتشرشده در محیط شفاف ایجاد می‌شود که همین موضوع ضریب شکست را تغییر می‌دهد. اگر موج صوتی موج تخت و با راستای انتشار z باشد داریم:
{\displaystyle (2)\ n(z,t)=n+\Delta n\cos(\omega t-kz),\,}
و
{\displaystyle (3)\ \Delta n=-{\frac {1}{2}}n^{3}p_{ij}a_{j},}
ضریب شکست رابطهٔ ۲ یک توری پراش می‌سازد که با سرعت صوت حرکت می‌کند. نوری که از این توری عبور کند یک الگوی پراش می‌سازد. رابطهٔ این الگو به شکل زیر است:
{\displaystyle (4)\ \Lambda \sin(\theta _{m})=m\lambda ,\,}
که در آن m مرتبهٔ پراش و {\displaystyle Lambda} طول موج صوت است.

## ابزارهای آکوستو اپتیکی
ابزارهای آکوستو اپتیکی شامل سه گروه زیر هستند:
۱- مدولاتور آکوستو اپتیکی
با تغییر پارامترهای موج صوتی مانند دامنه، فاز، فرکانس، و قطبش می‌توان خواص موج نوری را مدوله کرد. برهمکنش نور و صوت همچنین امکان مدوله کردن زمانی و فضایی موج نوری را فراهم می‌آورد.
یک راه ساده برای مدوله کردن پرتوی اپتیکی عبور نور از محیطی است که در آن موج صوتی به‌طور متناوب روشن و خاموش شود. وقتی صوت خاموش باشد زاویهٔ پراش صفر و نور بی تغییر است. با روشن شدن صوت پراش رخ می‌دهد و شدت صوت در زوایای پراش افزایش ی یابد. با ثابت نگاه داشتن فرکانس صوتی و تغییر در توان مولد صوت می‌توان این ابزار را به یک مدولاتور آکوستواپتیکی تبدیل نمود.
در طراحی مدولاتور باید به نحوی عمل کرد که ماکزیمم شدت نور در پرتوی پراشیده رخ بدهد. مدت زمانی که طول می‌کشد صوت از ماده عبور کند نیز محدودیتی بر سرعت سوییچ کردن تحمیل می‌کند. برای همین پرتوی نوری را تا حد ممکن باریک می‌کنند. باریک‌ترین پرتوی نوری ممکن را حد پهنای باند می‌نامند.
۲- فیلترهای آکوستو اپتیکی
رابطهٔ ۴ ارتباطی را میان طول موج صوتی و طول موج نوری نشان می‌دهد. در واقع پرتوی نوری تابیده شده، اگر دارای تعداد زیادی طول موج باشد فقط در طول موج‌های خاصی پراکنده می‌شود. مابقی طول موج‌ها فیلتر خواهند شد.
۳- منحرف‌کننده‌های آکوستو اپتیکی
با ایجاد یک تغییر در فرکانس صوت می‌توان تغییر زاویه‌ای در پرتوی نوری ایجاد کرد. این تغییر از رابطهٔ زیر پیروی می‌کند.
{\displaystyle (5)\ \Delta \theta _{d}={\frac {\lambda }{\nu }}\Delta f}
از این خاصیت در ساخت منحرف‌کننده‌ها استفاده می‌کنند.